# 交響曲第3番 (サン＝サーンス)
交響曲第3番 ハ短調 作品78, R. 176 は、カミーユ・サン＝サーンスが1886年に作曲した交響曲。サン＝サーンスの交響曲の中でも最も有名な作品であり、『オルガン付き』（avec orgue）の愛称で知られる。

## 概要
サン＝サーンスの番号つきの交響曲としては3番目、番号なしを含めれば（2曲の未完成作品を除く）5番目の交響曲である。ロンドン・フィルハーモニック協会の委嘱で作曲され、1886年5月19日の初演も作曲者自身の指揮によりロンドンのセント・ジェームズ・ホールで行われている。

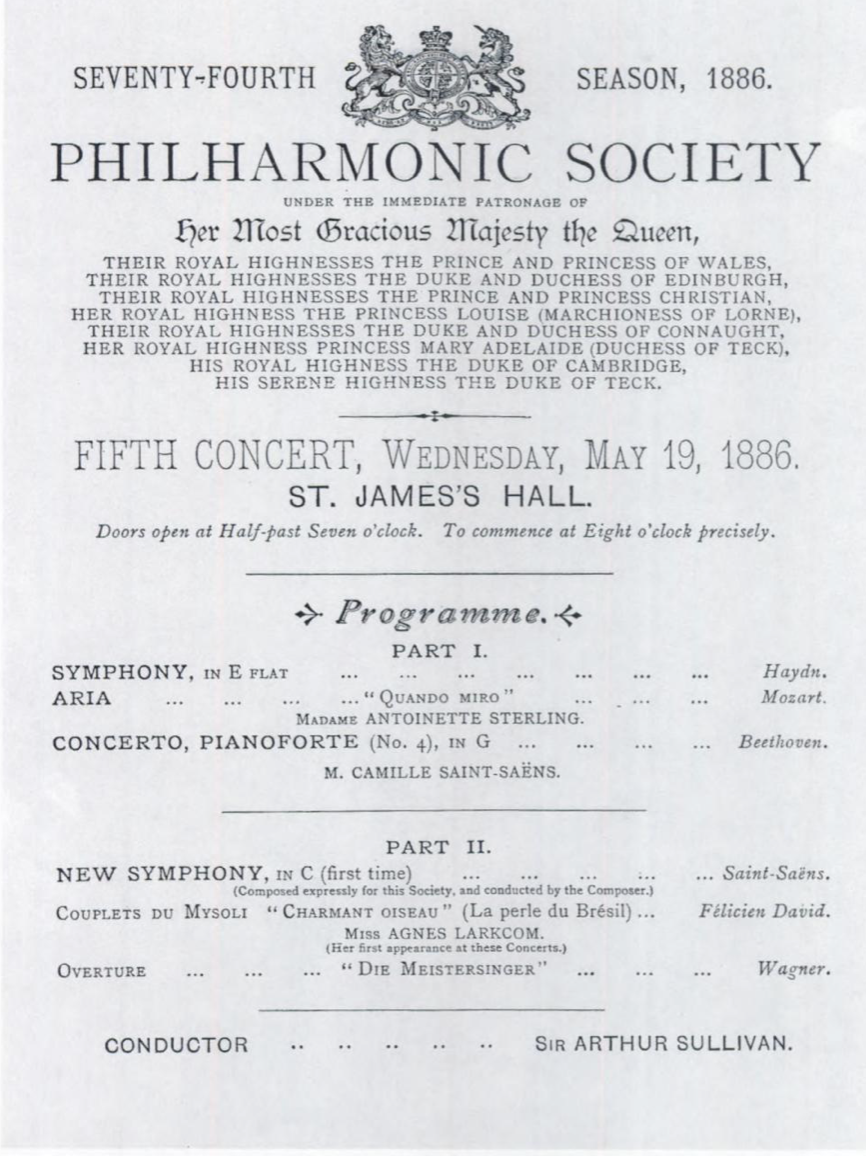
1886年5月19日のフィルハーモニック協会コンサートプログラム
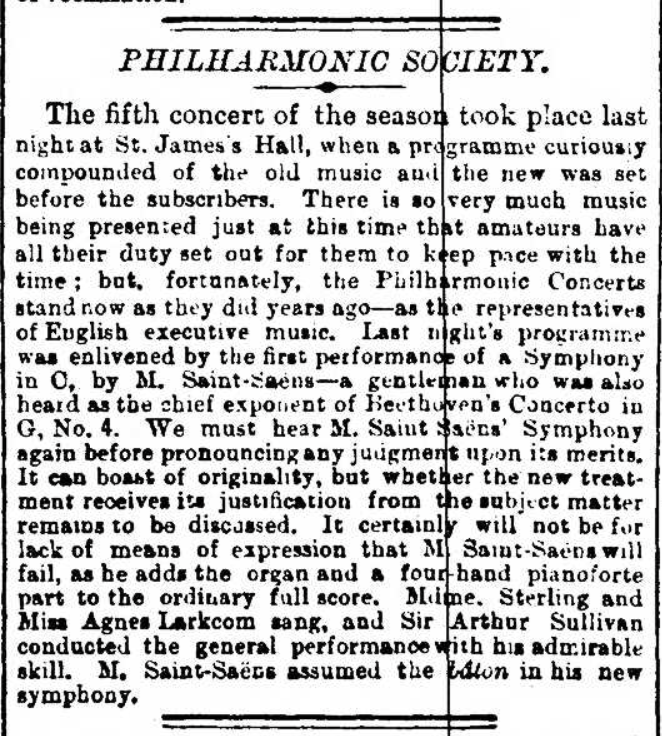
コンサートのレビュー、1886年5月20日、ロンドン・スタンダード
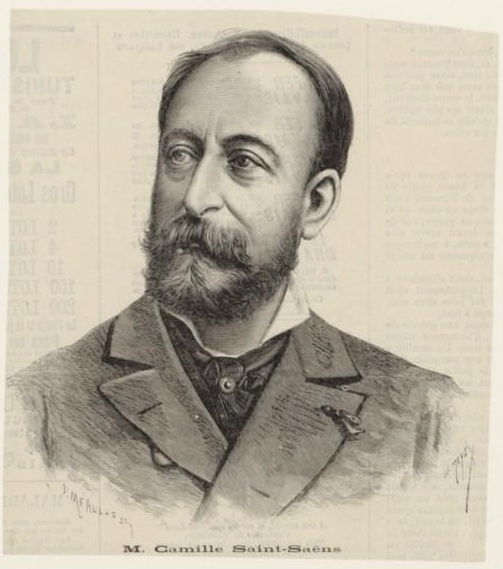
サン・サーンスの肖像（1883年）、この曲が作曲される3年前

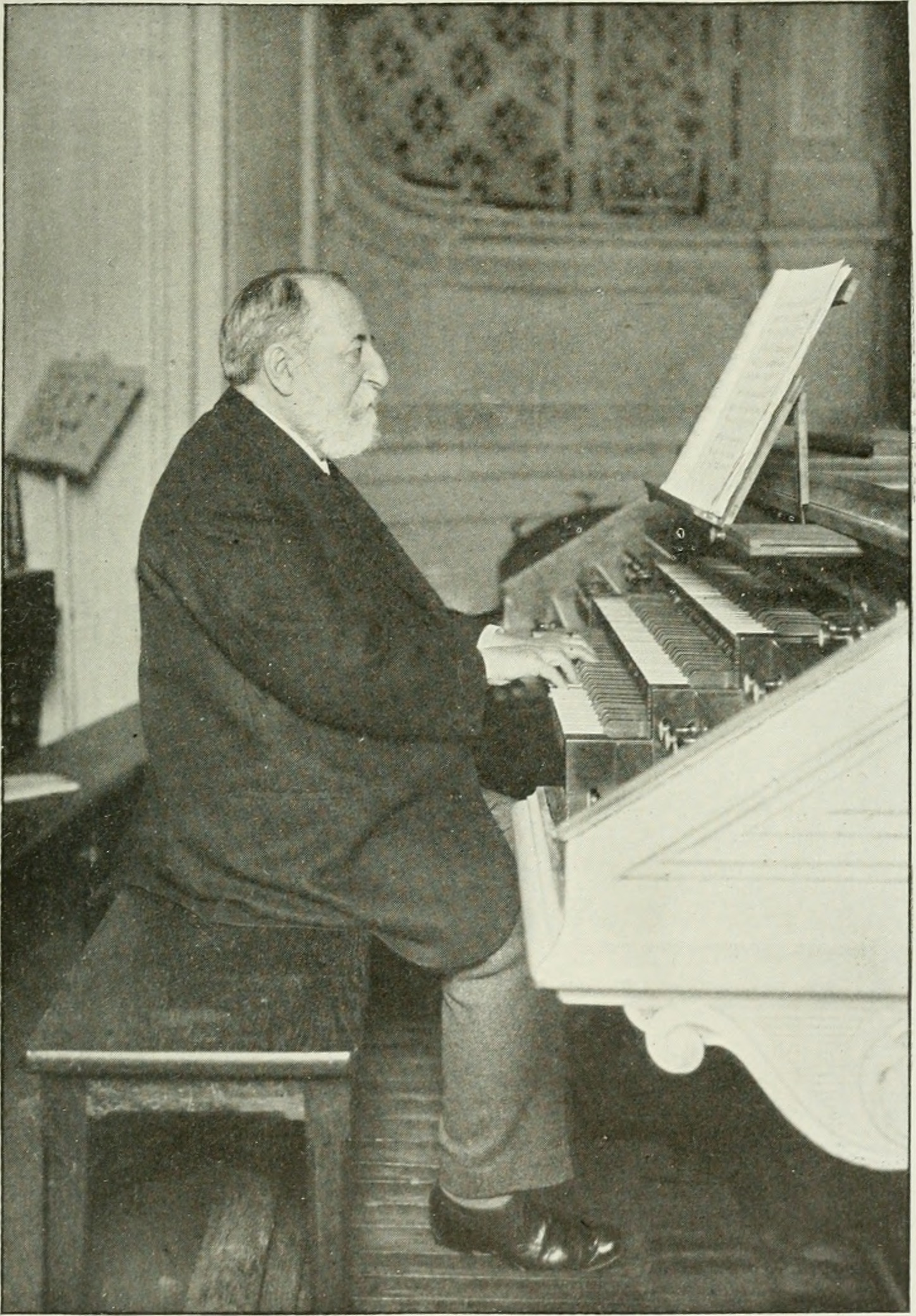
オルガンを演奏するサン＝サーンス、1913年

この作品の作曲について、サン＝サーンスは「この曲には私が注ぎ込める全てを注ぎ込んだ」と述べ、彼自身の名人芸的なピアノの楽句や、華麗な管弦楽書法、教会のパイプオルガンの響きが盛り込まれている。初演や、翌1887年1月9日のパリ音楽院演奏協会によるパリ初演はどちらも成功を収め、サン＝サーンスは「フランスのベートーヴェン」と称えられた。

## 楽器編成
- 木管楽器
  - ピッコロ 1（3番フルート持ち換え）、フルート 3、オーボエ 2、イングリッシュホルン 1、クラリネット 2、バスクラリネット、ファゴット 2、コントラファゴット。
- 金管楽器
  - ホルン 4 （1番・2番はナチュラルホルン、3番・4番はヴァルヴ付き）、トランペット 3 （第2楽章では3番トランペットにナチュラルトランペットが指定されている）、トロンボーン 3、チューバ 1。
- 打楽器
  - ティンパニ（3個）、トライアングル、シンバル、バスドラム。
- 鍵盤楽器
  - オルガン、ピアノ（奏者2人）。
- 弦楽器（弦五部）
  - 第1ヴァイオリン、第2ヴァイオリン、ヴィオラ、チェロ、コントラバス。

## 曲の構成
全2楽章、演奏時間は約35分（各楽章20分、15分）。この交響曲の最も顕著で独創的な特徴は、各所に織り込まれた、ピアノ（2手もしくは4手）およびオルガン、すなわち鍵盤楽器の巧妙な用法である。そのほか、この交響曲は通常の4楽章構造にしたがっているように見えるが、通常の意味での第1と第2、第3と第4楽章はそれぞれ結合されており、2つの楽章に圧縮されていると言うことができる。サン＝サーンスはここで、伝統的なスタイルも踏まえつつ、新たな形の交響曲を意図していたのである（1875年の『ピアノ協奏曲第4番 ハ短調』（作品44）や、前年に初演された『ヴァイオリンソナタ第1番 ニ短調』（作品75）でも同様の構成が採られている）。
また、この交響曲は循環主題技法の創造的な用法を示している。サン＝サーンスはフランツ・リストと友人であり、初演直後に亡くなったリストにこの交響曲を献呈しているが、素材が楽曲全体を通じて進化してゆくというリストの主題変容の理論がこの交響曲には適用されている。
（循環主題）
- 第1楽章 （第1部）アダージョ - アレグロ・モデラート - （第2部）ポコ・アダージョ
ハ短調 - 変ニ長調、8分の6拍子 - 4分の4拍子。

通常の交響曲のソナタ・アレグロ楽章と緩除楽章に相当する。第1部は緩やかな導入部の後、シューベルトの『未完成交響曲』を思わせる弦楽のざわめきによる循環主題（第1主題）がまず現れ、穏やかな性格の第2主題が続く。循環主題の冒頭はグレゴリオ聖歌の『怒りの日（ディエス・イレ）』と音形が一致している。
第1楽章の第2部では、オルガンに伴奏された弦楽によって瞑想的な主題が提示される。弦によって主題が変奏された後、中間部では低弦のピッツィカートに循環主題が回帰する。大胆な転調を経て主部が再現され、消え入るように終わる。

- 第2楽章 （第1部）アレグロ・モデラート - プレスト - （第2部）マエストーソ - アレグロ

- ハ短調 - ハ長調、8分の6拍子 - 4分の6拍子。

スケルツォ楽章とフィナーレに相当する。弦楽器によるエネルギッシュな旋律で幕を開け、変形された循環主題が続く。トリオに当たる部分では木管楽器とピアノが快活に動き回る。第2楽章後半で使われる主題とトリオの楽想が交錯するコーダは徐々に力を失い、循環主題を回想しながら後半に続く。

オルガンの壮麗な響きによって第2楽章の第2部は開始され、4手ピアノの響きとともに長調に変奏された循環主題が奏される。自由なソナタ形式で書かれ、力強いファンファーレやフーガ、田園風の第2主題など、きわめて変化に富んだ展開を経て、力感に富んだ終結部によって頂点を迎える。

## 大衆文化への引用
第2楽章 第2部でオルガンが登場する部分は、その威風堂々とした曲調から映画やテレビ番組などで使用されることがある。
- 1977年に、スコットランド出身の歌手スコット・フィッツジェラルドとオランダ出身の歌手イヴォンヌ・キーリーのデュエット曲として、第2楽章・第2部の主題に歌詞を付けレゲエ調にアレンジした『If I Had Words』がシングルで発売された。
  - 1995年制作のコメディ映画『ベイブ』の挿入歌・エンディングテーマとしても使用された。
- TVアニメ「ルパン三世」（第2シリーズ）の第87話『悪魔がルパンを招くとき』では、スタジアムに設置された巨大なミノタウロス形状の水素バルーンが現れる場面、第124話『1999年ポップコーンの旅』では、ポップコーン推力の月ロケットの登場場面や、第145話『死の翼アルバトロス』で、飛行艇アルバトロスが巨大な姿を現す場面などで、冒頭部分の一部が使われている。
- かつてTBS系列系列で放送されていたミニバラエティ番組「ヨハネの洗礼」のオープニングで冒頭部分が使用されていた。